# Cypripedium yatabeanum
Cypripedium yatabeanum es un miembro del género Cypripedium dentro de la familia Orchidaceae. Se encuentra en el Extremo Oriente de Rusia a N & norcentro Japón, Is. Aleutianas a SO Alaska.

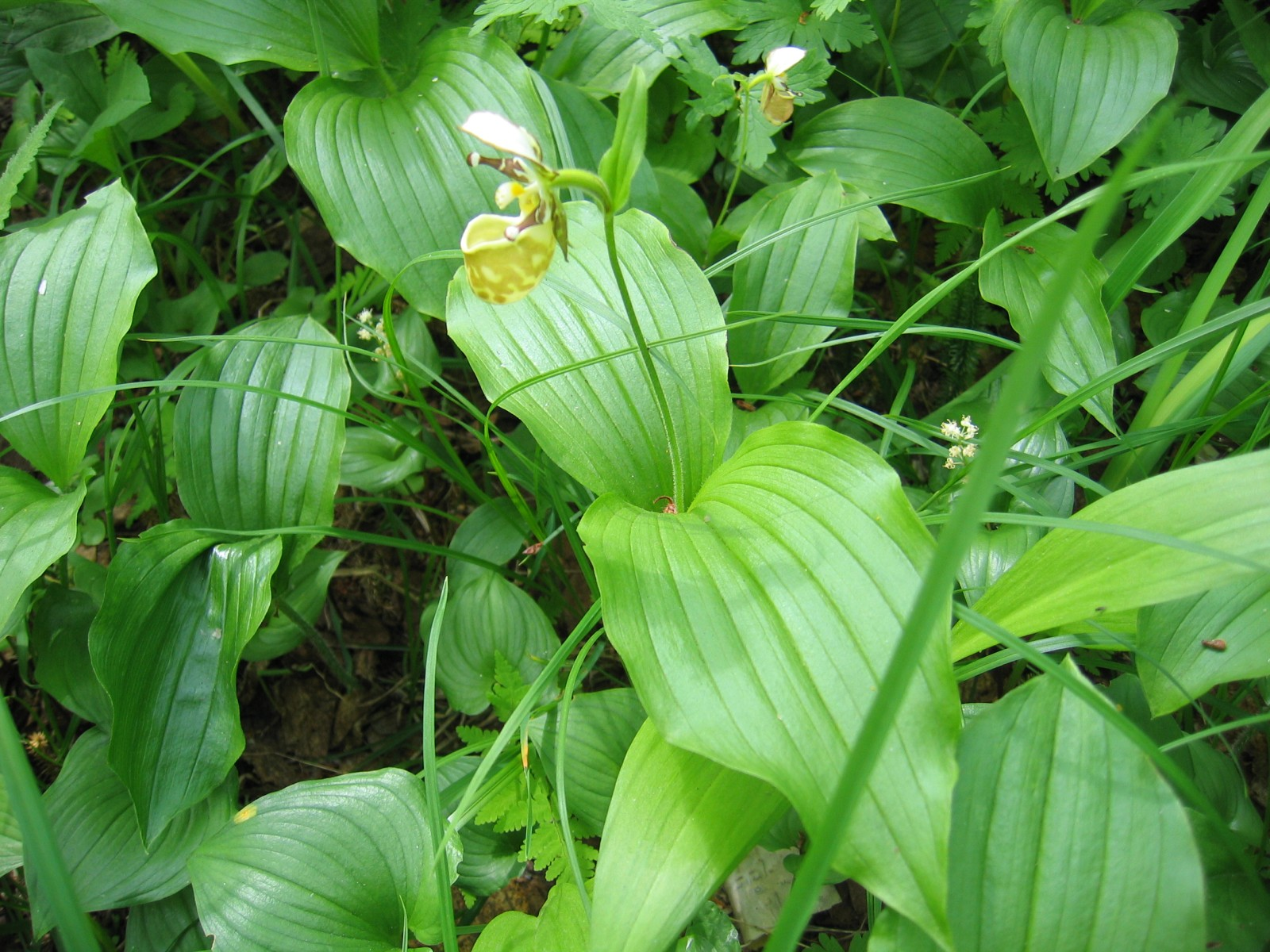
Planta en su hábitat

## Descripción
Es una orquídea de pequeño a mediano tamaño que prefiere el clima fresco al frío. Algunos autores  dicen que es sinónimo con Cypripedium guttatum Sw., sin embargo, difiere en tamaño, color y ubicación. Tiene 2 hojas oblongas, en el tallo. Florece  con una sola inflorescencia  en el comienzo del verano.

## Distribución y hábitat
Se encuentra en las Islas Aleutianas y Japón en áreas de infiltración y praderas pantanosas. 

## Distribución
Se encuentra en la cordillera del Himalaya, en China (Sichuan), Bhután, India (Assam) y el este del Himalaya a altitudes de 2200 a 4500 metros en los prados montanos abiertos, en el borde de las coníferas y bosques mixtos, en lugares abiertos y pedregales calizos.

## Taxonomía
Cypripedium tibeticum fue descrita por Tomitarō Makino y publicado en Botanical Magazine 13(149): 91–92. 1899.
Etimología
El nombre del género viene de Κύπρις «Cypris», Venus, y de  τό πέδιλον "pedilon" = "zapato" ó "zapatilla" en referencia a su labelo inflado en forma de zapatilla.
yatabeanum; epíteto otorgado en honor de Yatabe botánico japonés.
Sinonimia
- Cypripedium guttatum subsp. guttatum
- Cypripedium guttatum var. yatabeanum (Makino) Pfitzer
- Cypripedium guttatum subsp. yatabeanum (Makino) Hultén
- Cypripedium guttatum var. yatabeanum Pfitz.
- Cypripedium guttatum subsp. yatabeanum Soó[3][4]